# Павлов, Алексей Кузьмич
Алексей Кузьмич Павлов (8 марта 1904, х. Ново-Ивановский, Оренбургская губерния, Российская империя — 6 апреля 1977, Ворошиловград, СССР) — советский военачальник, генерал-майор (27.11.1942).

## Биография
Родился 8 марта 1904 года  на хуторе Ново-Ивановский, ныне  несуществующий хутор располагавшийся на территории нынешнего  Колпакского сельсовета, Гайский район, Оренбургская область. Русский.

### Военная служба

#### Гражданская война
В феврале 1918 года добровольно вступил в отряд С. М. Цвиллинга в городе Оренбург. В апреле перешел в 1-й Жлобинский революционный отряд. В его составе участвовал в боях против белоказаков под Оренбургом (в районе разъездов № 21 и 22, г. Илецкая Защита), на Туркестанском фронте в районах Байрам-Али, Тед-жен, Душак, Каах-Ка (июль — сентябрь 1918 г.), в отражении наступления казаков на Актюбинск (январь — февраль 1919 г.). После расформирования отряда в конце марта 1919 года перешел в 1-й Тургайский отряд, переименованный в мае в 278-й Тургайский стрелковый полк. Красноармейцем 6-й роты этого полка воевал с колчаковскими войсками на Восточном фронте. Участвовал в боях за с. Можарское (апрель 1919 г.), прошел от с. Пендаково до ст. Иглино (через Абдулино, Чишма, Красный Яр, Черкассы Уфимской губ.). Затем с полком сражался с войсками генерала А. И. Деникина на Южном фронте, отходил с боями через Дегтярную, Алексеевка, Острогожск, Коротояк, Лиски. Под станцией Лиски в октябре 1919 года был ранен. После госпиталя отпущен в отпуск в  Оренбург, затем в декабре Оренбургским уездным военкоматом направлен в 102-й отдельный батальон ВОХР. С января по октябрь 1920 года проходил обучение в конной учебной команде при 23-й бригаде ВНУС, затем вернулся в свой батальон. После его расформирования в ноябре 1920 года переведён красноармейцем в 175-й стрелковый полк ВНУС (г. Илецкая Защита). С марта 1921 года служил в отдельном сельскохозяйственном батальоне в  Оренбурге. В июне батальон был расформирован, а  Павлов назначен командиром отделения в 104-й отдельный военно-технический батальон. В сентябре направлен в штаб частей особого назначения (ЧОН) Актюбинской губернии на должность помощника начальника учебно-мобилизационной части. С сентября 1921 года по февраль 1922 года командиром отдельного Мотаробского кавалерийского взвода ЧОН Актюбинской губернии участвовал в боях с бандами Серова. После расформирования взвода с апреля 1922 года служил вахтёром в отделе снабжения ЧОН.

#### Межвоенные годы
В августе 1922 года добровольно поступил в 18-ю Оренбургскую пехотную школу комсостава. В феврале 1923 года переведён в 20-ю Саратовскую пехотную школу. В июле — августе 1925 года прошёл артиллерийский курс при артиллерийском полку 132-й территориальной стрелковой дивизии (на стажировке). 8 августа 1925 года окончил школу и был направлен в 44-й артиллерийский полк УВО в город Житомир. В его составе проходил службу командиром взвода и врид командира гаубичной батареи, врид квартирмейстера полка, командиром хозяйственного  взвода, помощником начальника хозяйственного довольствия полка, врид командира дивизиона. Член ВКП(б) с 1925 года. В феврале — апреле 1931 года находился на КУКС зенитной артиллерии при Севастопольской школе зенитной артиллерии. В апреле 1932 года зачислен слушателем в Военную академию РККА им. М. В. Фрунзе. 30 апреля 1936 года окончил её по 1-му разряду и был назначен начальником штаба артиллерии 35-й стрелковой дивизии ОКДВА (ст. Бикин Дальневосточного края). С июня 1937 года исполнял должность начальника штаба артиллерии 20-го стрелкового корпуса этой армии в городе Хабаровск. С февраля 1938 года майор Павлов исполнял должность начальника 3-го отделения 1-го отдела штаба ОКДВА и Дальневосточного фронта, с сентября был начальником штаба 59-го стрелкового корпуса в городе Сучан. С октября 1939 года занимал должность коменданта Посьетского укрепленного района 39-го стрелкового корпуса 1-й Отдельной Краснознаменной армии (с июля 1940 г. — в составе Дальневосточного фронта).

#### Великая Отечественная война
В августе 1941 года полковник Павлов был назначен командиром Полтавской стрелковой дивизии 25-й армии Дальневосточного фронта (пос. Чернятино). В конце ноября 1941 года командирован на учёбу в Академию Генштаба РККА им. К. Е. Ворошилова в город Уфу; после окончания её ускоренного курса в апреле 1942 года назначен начальником штаба 7-го гвардейского стрелкового корпуса Западного фронта. 10 сентября 1942 года допущен к командованию 5-й гвардейской стрелковой дивизией, находившейся в обороне против гжатской группировки противника.
25 февраля 1943 года генерал-майор Павлов был отстранён от командования дивизией и в начале марта назначен заместителем командира 330-й Тульской стрелковой дивизии 10-й армии. В апреле — мае 1943 года по решению Военного совета 10-й армии временно исполнял должность начальника 2-месячных сборов командиров рот, затем вновь вступил в исполнение прямых обязанностей заместителя командира дивизии. Её части в это время находились в обороне в районе города Киров. В этой должности имел положительные характеристики. В июле — октябре 1943 года состоял в резерве Ставки ВГК, затем был назначен заместителем начальника Управления запасных частей Главного Управления формирования и укомплектования войск Красной армии. С ноября 1943 года вступил в командование 16-й запасной стрелковой бригадой ОрВО. В марте — мае 1944 года состоял в распоряжении ГУК НКО, затем был направлен на 2-й Белорусский фронт. С июня 1944 года и до конца войны командовал 48-м отдельным полком резерва офицерского состава 2-го Белорусского фронта.

#### Послевоенное время
После войны генерал-майор  Павлов продолжал командовать этим полком в Северной группы войск. В этот же период он был награждён польским орденом «Крест Грюнвальда» и тремя польскими медалями. С сентября 1946 года исполнял должность начальника Объединённых курсов усовершенствования офицерского состава СГВ, с июня 1947 года был заместителем командира 132-го стрелкового корпуса. В апреле 1948 года назначен начальником Петрозаводского пехотного училища Беломорского ВО, с мая 1950 года руководил Благовещенским пехотным училищем.
С октября 1953 года исполнял должность начальника военной кафедры Белорусской сельскохозяйственной академии. В августе 1957 года переведён на ту же должность в Ворошиловградский сельскохозяйственный институт. 15 апреля 1959 года генерал-майор Павлов уволен в запас.

## Награды
СССР
- орден Ленина (21.02.1945)[3][4]
- три ордена Красного Знамени (18.07.1944[5], 03.11.1944[4][6],  20.06.1949[4])
- орден Отечественной войны I степени (27.03.1945)[7]
  - медали в том числе:
  - «XX лет Рабоче-Крестьянской Красной Армии» (1938)
  - «За победу над Германией в Великой Отечественной войне 1941—1945 гг.» (1945)
  - «За взятие Кёнигсберга» (1945)
  - «Ветеран Вооружённых Сил СССР» (1976)

других стран
- орден «Крест Грюнвальда» 3-го класса (ПНР, 06.04.1946)
- медаль «За Одру, Нису и Балтику» (ПНР)
- медаль «За Варшаву 1939—1945» (ПНР)
- медаль «Победы и Свободы» (ПНР)